# Enrico Röver
Enrico Röver (* 30. September 1969 in Rostock) ist ein ehemaliger deutscher Fußballspieler und heutiger Fußballtrainer.

## Karriere als Spieler
Der Offensivspieler Röver begann seine Karriere bei der BSG Schifffahrt und Hafen Rostock in der DDR und wechselte infolge der Deutschen Wiedervereinigung zum Altonaer FC von 1893. Über die Station SV Sereetz gelangte Röver 1995 zurück nach Rostock, wo er eine Saison der Oberliga in Diensten des Polizei SV Rostock absolvierte und in 23 Partien 14 Tore erzielte.
Durch seine Leistungen beim Polizei SV wurde auch der Bundesliga-Aufsteiger F.C. Hansa Rostock auf Röver aufmerksam und verpflichtete ihn zur Folgesaison zunächst für die zweite Mannschaft, die ebenfalls in der Oberliga antrat. Mit 20 Toren in 23 Spielen während der Saison 1995/96 hatte Röver maßgeblichen Anteil am Aufstieg der zweiten Mannschaft Rostocks in die Regionalliga Nordost. Gleichzeitig empfahl sich Röver damit für die erste Mannschaft, so dass er zwischen Februar und Mai 1997 auch fünffach als Einwechselspieler in der Bundesliga-Saison 1996/97 eingesetzt wurde. Zur Folgesaison gehörte Röver zwar dem Kader der ersten Mannschaft an, kam jedoch zu keinem weiteren Einsatz in der höchsten deutschen Spielklasse und lief stattdessen für die zweite Mannschaft in der Regionalliga auf, aus der diese zum Saisonende als Tabellenletzter abstieg. Nach zwei weiteren Spielzeiten für Hansas zweites Team in der Oberliga, in denen Röver 17 Tore in 28 Einsätzen erzielte, wechselte er 2000 zum SV Babelsberg 03.
Für Babelsberg lief Röver zunächst in der Regionalliga Nord auf und hatte mit sieben Toren in 32 Einsätzen 2000/01 Anteil am Aufstieg der Babelsberger in die 2. Bundesliga. Nach einem Tor in 17 Einsätzen stieg er 2001/02 mit Babelsberg jedoch umgehend wieder ab. In der folgenden Regionalligasaison absolvierte Röver 25 Einsätze (vier Tore) für den SV Babelsberg, der jedoch in die Oberliga abstieg. Bis 2006 absolvierte Röver weitere 84 Einsätze (35 Tore) für Babelsberg in der Oberliga.

## Karriere als Trainer
Im Anschluss an seine aktive Laufbahn bei Babelsberg wurde Röver zunächst Co-Trainer der in der Verbandsliga spielenden zweiten Mannschaft Babelsbergs. 2007 wurde er Trainer des brandenburgischen Landesligisten RSV Waltersdorf 09. Die erste Mannschaft betreute Röver vier Jahre lang und führte sie vor seinem Abschied 2011 zum Aufstieg in die Verbandsliga.